# Faver
Faver (deutsch veraltet: Fafer) ist eine Fraktion der Gemeinde (comune) Altavalle und war bis 2015 eine selbstständige Gemeinde im Trentino in der Region Trentino-Südtirol.

## Geografie
Faver liegt etwa 15 Kilometer nordöstlich von Trient auf der orographisch rechten Talseite des vom Avisio durchflossenen Cembratales. Die Gemeinde gehörte zur Talgemeinschaft Comunità della Valle di Cembra und grenzte unmittelbar an Südtirol. Die Nachbargemeinden waren Cembra, Salurn (Südtirol), Segonzano, Valda. Zur Gemeinde gehörten auch die Fraktionen Ponciach, Portegnago und Rorè.

## Geschichte
Am 1. Januar 2016 schloss sich die Gemeinde Faver, mit den Gemeinden Valda, Grumes und Grauno zur neuen Gemeinde Altavalle zusammen.

## Verkehr
Durch das ehemalige Gemeindegebiet führt die Strada Statale 612 della Val di Cembra von Lavis nach Castello-Molina di Fiemme.

## Söhne und Töchter des Ortes
- Giuseppe Nardin (1931–1990), Benediktiner, Abtordinarius von St. Paul vor den Mauern (Rom)